# Canon de 194 mm modèle 1887
Le canon de 194 mm modèle 1887 est un canon naval construit à la fin du XIXe siècle pour la Marine française. Il constitue l'armement principal des premiers croiseurs cuirassés construits dans les années 1890.

## Caractéristiques

### Modèle 1887
Le canon de 194 mm modèle 1887 est long de 8,730 2 mètres et pèse 10,770 tonnes au total. D'un diamètre intérieur (ou calibre) de 194 mm, son diamètre extérieur n'excède pas les 630 mm. La vitesse à la bouche est de 770 à 800 mètres par seconde, le projectile gardant une vitesse d'environ 600 à 619 mètres par seconde après avoir parcouru 2 000 mètres.

### Modèle 1893
Le modèle 1893 est une version raccourcie du modèle 1887. Le poids total passe à 10,840 tonnes, la longueur totale à 8,076 m, la longueur du canon à 7 760,2 m (soit 40 calibres au lieu de 45) et le volume de la chambre passe de 43,389 à 49,030 dm3.

## Utilisation
Le canon de 194 mm modèle 1887 constitue l'armement principal des premiers croiseurs cuirassés construits pour la Marine française, dans les années 1890 : le Dupuy-de-Lôme est ainsi équipé de deux de ces canons, chacun situé sur un flanc du navire. Les cinq unités de la classe Amiral Charner sont elles aussi équipées de deux tourelles simples, une à l'avant et l'autre à l'arrière. Le Pothuau est quant à lui équipé du modèle 1893, dans la même disposition,.